# Synagoga chasydów z Sadogóry w Benderach
Synagoga chasydów z Sadogóry w Benderach (jid. Sidigurer klojz) – żydowska bóżnica (klaus, klojz) znajdująca się w Benderach przy ul. Suworowa 28, należąca w przeszłości do wyznawców chasydyzmu. 

## Historia
Została zbudowana pod koniec XIX wieku przez chasydów przybyłych z Sadogóry z okolic Czerniowiec. Podczas II wojny światowej była wykorzystywana jako stajnia. Po 1945 r. władze radzieckie na krótko zezwoliły na wykorzystywanie budynku do celów religijnych, jednak już w latach 50. XX wieku gmach przejęło państwo. Obecnie w budynku znajduje się szkoła boksu.